# Paraminota minima
Paraminota minima es una especie de insecto coleóptero de la familia Chrysomelidae. Fue descrita científicamente en 1989 por Scherer.